# إدواردو فيريرا
إدواردو فيريرا (8 أكتوبر 1983 بريو دي جانيرو في البرازيل - ) هو لاعب كرة قدم برازيلي في مركز الدفاع. شارك مع منتخب غينيا الاستوائية لكرة القدم. أما مع النوادي، فقد لعب مع أمريكا دي كالي وأياكس كيب تاون وماميلودي صن داونز ونادي استقلال خوزستان ونادي مبومالانجا بلاك أسأت ونادي سي آر بي ونادي ماكاي ونادي أنابولينا وGrêmio Esportivo Anápolis ‏ ونادي راتشابوري ميتر فول وEsporte Clube Primavera ‏.

## روابط خارجية
- إدواردو فيريرا على موقع قاعدة بيانات كرة القدم.إي يو (الإنجليزية)
- إدواردو فيريرا على موقع ناشيونال فوتبول تيمز (الإنجليزية)
- إدواردو فيريرا على موقع Soccerway.com (الإنجليزية)